# Euroobligationer
Euroobligationer är föreslagna statsobligationer som ges ut gemensamt av medlemsstaterna i euroområdet och noterade i euro. Förslaget är uppkommet som ett sätt att hantera eurokrisen. I spåren av coronavirusutbrottet 2019–2021 väcktes åter krav, av nio medlemsstater, på att införa gemensamma euroobligationer av någon form.
Gemensamma obligationer som utfärdas av till exempel Europeiska kommissionen har förekommit sedan 1970-talet. Under 2020-talet har sådana obligationer bland annat utfärdats för att finansiera Europeiska unionens återhämtningsinstrument och stödåtgärder till bland annat Ukraina efter Rysslands invasion av Ukraina 2021.

## Historia
Idén om euroobligationer är inte ny. Tvärtom har gemensamma obligationer redan utfärdats vid ett flertal tillfällen sedan 1970-talet, men endast som tillfälliga åtgärder. De första obligationerna utfärdades av Europeiska gemenskaperna 1976 för att mildra effekterna av oljekrisen. Obligationerna såldes på finansmarknaden för att ta upp lån till bland annat Irland och Italien. Under 1980- och 1990-talen finansierade liknande obligationer lån till bland annat Frankrike, Grekland och Portugal, och 2008/2009 för att hjälpa icke-euroländerna Lettland, Rumänien och Ungern. I samband med eurokrisen bildades först Europeiska finansiella stabiliseringsfaciliteten (EFSF) och sedan Europeiska stabilitetsmekanismen som också har haft möjlighet att utfärda gemensamma obligationer, i detta fall för euroområdet.
I mitten av 2020 hade EU totalt 65 miljarder euro i lån genom obligationer: 46,8 miljarder euro genom Europeiska finansiella stabiliseringsmekanismen (EFSM), 13,4 miljarder euro genom programmen för betalningsbalansstöd samt 4,8 miljarder euro i makroekonomiskt stöd för icke-EU-länder. Under 2023 började kommissionen att utfärda enhetliga EU-obligationer för att finansiera bland annat unionens återhämtningsinstrument och stödåtgärder till bland annat Ukraina efter Rysslands invasion av Ukraina 2021. För 2025 planerar kommissionen att ställa ut obligationer på totalt 160 miljarder euro.

## Reaktioner
Giulio Tremonti, före detta finansminister i Italien, har liksom ett antal investerarer och ekonomer prisat förslaget. Med argumentet att det är det vore ett utmärkt sätt att lösa skuldkrisen i eurozonen.
Die Welt rapporterade 2011 om pågående diskussioner mellan Tyskland, Frankrike och fyra andra AAA-rankade EU-medlemmar om så kallade "elit-bonds" (eller "triple A bonds"). Detta både för att hjälpa sig själva med ekonomin, men också för att hjälpa de mest skuldtyngda länderna i eurozonen. Österrike, Finland, Luxemburg och Nederländerna sägs i artikeln vara en del av denna plan, som också har som syfte att lugna ner de finansiella marknaderna. Denna gemensamma obligation för sex EU-medlemmar med AAA-ranking väntas ge en ränta på 2-2,5 procent.
Tysklands förbundskansler Angela Merkel har dock flera gånger uttalat sig mot euroobligationer. I juni 2012 var hon skarpare i kritiken än vanligt och menade även att det inte finns något kollektivt europeiskt ansvar över huvud taget.

## Coronaobligationer
|  | Ja/För |

|  | Nej/Emot |

|  | Neutral eller okänd uppfattning |

De nationella regeringarnas uppfattningar om euroobligationer i april 2020

I spåren av coronavirusutbrottet 2019–2021 väcktes krav från nio medlemsstater – Belgien, Frankrike, Grekland, Irland, Italien, Luxemburg, Portugal, Slovenien och Spanien – inom euroområdet att skapa gemensamma obligationer, s.k. coronaobligationer, som skulle göra det möjligt för euroländerna att låna billigare. Förslaget var i stort sett ett återuppväckande av tidigare förslag om euroobligationer. Även Cypern, Lettland, Malta och Slovakien ställde sig bakom förslaget. Utanför euroområdet var också Polen och Rumänien positiva till euroobligationer. Vid Europeiska rådets sammanträde den 26 mars 2020 blockerade dock Nederländerna och Tyskland införandet av sådana obligationer. Även Estland, Finland och Österrike ställde sig negativa. Av euroländerna var det endast Litauen som inte hade en entydig uppfattning i frågan på grund av splittring mellan regeringen och presidenten i synen på frågan. Medlemsstaterna enades slutligen om Europeiska unionens återhämtningsinstrument.